# Бесерриль
Бесерриль (исп. Becerril) — город и муниципалитет на северо-востоке Колумбии, на территории департамента Сесар.

## История
Поселение из которого позднее вырос город было основано 4 марта 1594 года. Муниципалитет Бесерриль был образован в 1977 году.

## Географическое положение

Муниципалитет Бесерриль

Город расположен в северо-восточной части департамента, к западу от хребта Сьерра-де-Периха, на расстоянии приблизительно 80 километров к югу от Вальедупара, административного центра департамента. Абсолютная высота — 137 метров над уровнем моря.

Муниципалитет Бесерриль граничит на севере с муниципалитетом Агустин-Кодасси, на юге — с муниципалитетом Ла-Хагуа-де-Ибирико, на западе — с муниципалитетом Эль-Пасо. На востоке административная граница муниципалитета совпадает с участком государственной границы с Венесуэлой.
Площадь муниципалитета составляет 1144 км².

## Население
По данным Национального административного департамента статистики Колумбии, совокупная численность населения города и муниципалитета в 2012 году составляла 13 620 человек.
Динамика численности населения муниципалитета по годам:
| 2005   | 2006   | 2007   | 2008   | 2009   | 2010   | 2011   | 2012   |
| ------ | ------ | ------ | ------ | ------ | ------ | ------ | ------ |
| 13 941 | 13 903 | 13 870 | 13 832 | 13 781 | 13 736 | 13 680 | 13 620 |

Согласно данным переписи 2005 года мужчины составляли 52,5 % от населения Бесерриля, женщины — соответственно 47,5 %. В расовом отношении белые и метисы составляли 79,5 % от населения города; индейцы — 12,4 %; негры, мулаты и райсальцы — 8,1 %.
Уровень грамотности среди всего населения составлял 80,4 %.

## Экономика и транспорт
Основу экономики Бесерриля составляют добыча каменного угля и сельскохозяйственное производство.

73,5 % от общего числа городских и муниципальных предприятий составляют предприятия торговой сферы, 24,3 % — предприятия сферы обслуживания, 2,2 % — промышленные предприятия.

В окрестностях города расположен аэропорт (ICAO: SKBE).